# Осмийдимолибден
Осмийдимолибден — бинарное неорганическое соединение, интерметаллид
осмия и молибдена
с формулой OsMo2,
кристаллы.

## Получение
- Сплавление стехиометрических количеств чистых веществ:

{\displaystyle {\mathsf {Os+2Mo\ {\xrightarrow {2430^{o}C}}\ OsMo_{2}}}}

## Физические свойства
Осмийдимолибден образует кристаллы
тетрагональной сингонии,
пространственная группа P 42/mnm,
параметры ячейки a = 0,9624 нм, c = 0,4944 нм, Z = 10,
структура типа железохрома CrFe
.
Соединение образуется по перитектической реакции при температуре 2430 °С 
и имеет большую область гомогенности 30÷39 ат.% осмия .